# زلزال تونانكاي 1944
وقعَ زلزال تونانكاي بتاريخ 7 ديسمبر عام 1944 الساعة 13:35 بحسب التوقيت المحلي (04:35 بحسب التوقيت العالمي المنسَّق). قدِّرت شدته بنحو 8.1 على مقياس درجة العزم (ما جعله أقوى زلزال موثَّق وقع خلال عام 1944). هذا وقد تجاوزت قيمة الشدة العليا المرصودة الناتجة عنه 5 شيندو (الشدة رقم ثمانية بحسب مقياس ميركالي المُعدَّل). نجم عن الزلزال تسونامي كبير تسبب بأضرارٍ بالغة في المناطق الواقعة على طول ساحل محافظة واكاياما ومنطقة توكاي. بلغ عدد الضحايا الذين فقدوا حياتهم جراء الزلزال والتسونامي اللاحق به 3,358 شخصًا.

## الخصائص التكتونية
يوازي ساحل هونشو الجنوبي خندق نانكاي الذي يشكل حد استخفاض صفيحة بحر الفلبين تحت الصفيحة الأوراسية. تؤدي الحركة على هذا الحد الصفائحي الالتقائي إلى وقوع العديد من الزلازل. تندرج بعض هذه الزلازل الواقعة جراء هذه الحركة ضمن نوع زلازل الدفع الهائل. تنقسم زلازل نانكاي للدفع الهائل إلى خمسة أقسام مختلفة (من A إلى E) يمكن لها التصدع بصورة مستقلة حيث تصدعت هذه الأقسام مرارًا وتكرارًا على مدى أكثر من 1300 عام إما إحداها بمفرده أو جميعها. تميل زلازل الدفع الهائل ضمن هذه البنية إلى الوقوع على شكل ثنائيات حيث يفصل بين الاثنين منهما ثغرة زمنية قصيرة نسبيًا. اتبع زلزال عام 1944 (الذي تصدَّع فيه القسم C والقسم D) وقوع زلزال نانكايدو بعد عامين في عام 1946 (الذي تصدع فيه القسم A والقسم B). وقع زلزالان مماثلان لهذين الزلزالين خلال عام 1854. هذا وقد لوحظ في كلتا الحالتين تصدع القسم الشمالي الشرقي قبل القسم الجنوبي الغربي.

## الأضرار
نجم عن زلزال تونانكاي وقوع أضرار بالغة في المناطق الواقعة على الشطر الشرقي من شبه جزيرة كي ولا سيما في مدينتي شينغو وتسو. إذ دُمِّر ما يناهز 26,146 منزل ومنها أحد عشر زلزال تعرضوا للحرق، بالإضافة إلى تدمُّر 3,059 منزل جراء التسونامي الذي اتبع الزلزال. كما تعرض نحو 47 ألف منزل آخر لأضرار بالغة جراء الآثار التي أحدثها الزلزال والتسونامي. بلغ عدد الضحايا الذين قضوا جراء هذه الكارثة 1,223 شخصًا، في حين بلغ عدد الأشخاص الذي منيوا بإصابات خطيرة 2,135 شخصًا.

## الخصائص

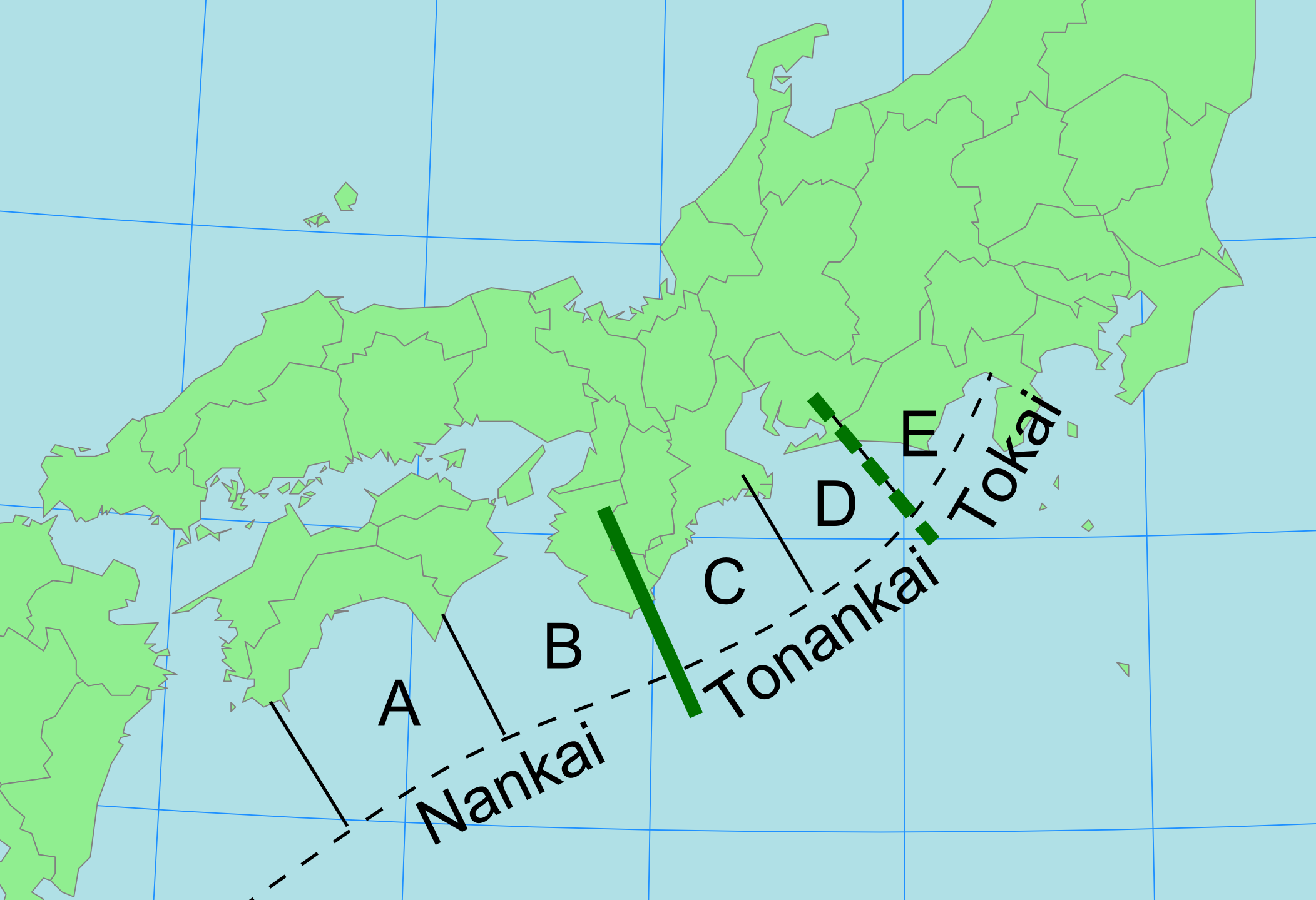
المناطق المتصدعة على الدفع الهائل الواقع تحت خندق نانكاي.

### الزلزال
سُجِّلت الشدات المرصودة المتجاوزة لعتبة 5 شيندو على طول الساحل الجنوبي لهونشو، في حين سجلت شدات تراوحت ما بين 3 إلى 4 شيندو في طوكيو. تمت مطابقة الاستجابة الاهتزازاية المرصودة عن بعد مع سجلات التسونامي عبر أخذ مساحة بأبعاد 220 × 140 كيلومترًا وانزياح يبلغ حده الأعلى 2.3 مترًا. ظهر اقتراح مفاده أن الفوالق المفلطحة والمرتبطة بالصفائح المتداخلة تلعب دورًا هامًا في إحداث هزات أرضية كبيرة تؤدي إلى حدوث أمواج تسونامي على طول خندق نانكاي. من المحتمل أن زلزال 1944 كان قد وقع على أحد هذه الفوالق المفلطحة.

### التسونامي
بلغ أعلى ارتفاع سجَّله الموج 10 أمتار على ساحل كومانو. وسجَّلت موجات تجاوز ارتفاعها 5 أمتار في مواقع عدة على سواحل محافظتي ميه وواكاياما. وثِّق التسونامي على طول ساحل المحيط الهادئ لليابان من شبه جزيرة إزو وصولًا إلى كيوشو. كذلك سجَّلته مقاييس المد والجزر من ألاسكا وصولًا إلى هاواي.

## الأخطار الزلزالية المستقبلية
كان التصدع الحاصل في الجزء الواقع إلى الشرق من منطقة التصدع زلزال الدفع الهائل الأول من نوعه منذ عام 1854. يعتبر وقوع 'زلزال توكاي' في المنطقة الواقعة إلى الشرق من مركز هذا الزلزال أمرًا محتمل الحدوث. لا يوجد دليل على تصدع هذا الجزء بمفرده في الماضي، ولكن لا يمكن استبعاد هذا الاحتمال. كذلك قد يشمل أي تصدع للقسم E كلًا من القسم C والقسم D، وهو ما قد يتسبب في حدوث أضرار مشابهة لتلك الناجمة عن زلزال توكاي الذي ضرب في عام 1854.